# Cattleya dowiana var. aurea
La Cattleya dowiana var. aurea es una variedad de orquídea epifita de Cattleya dowiana que pertenece al género de las Cattleya.  

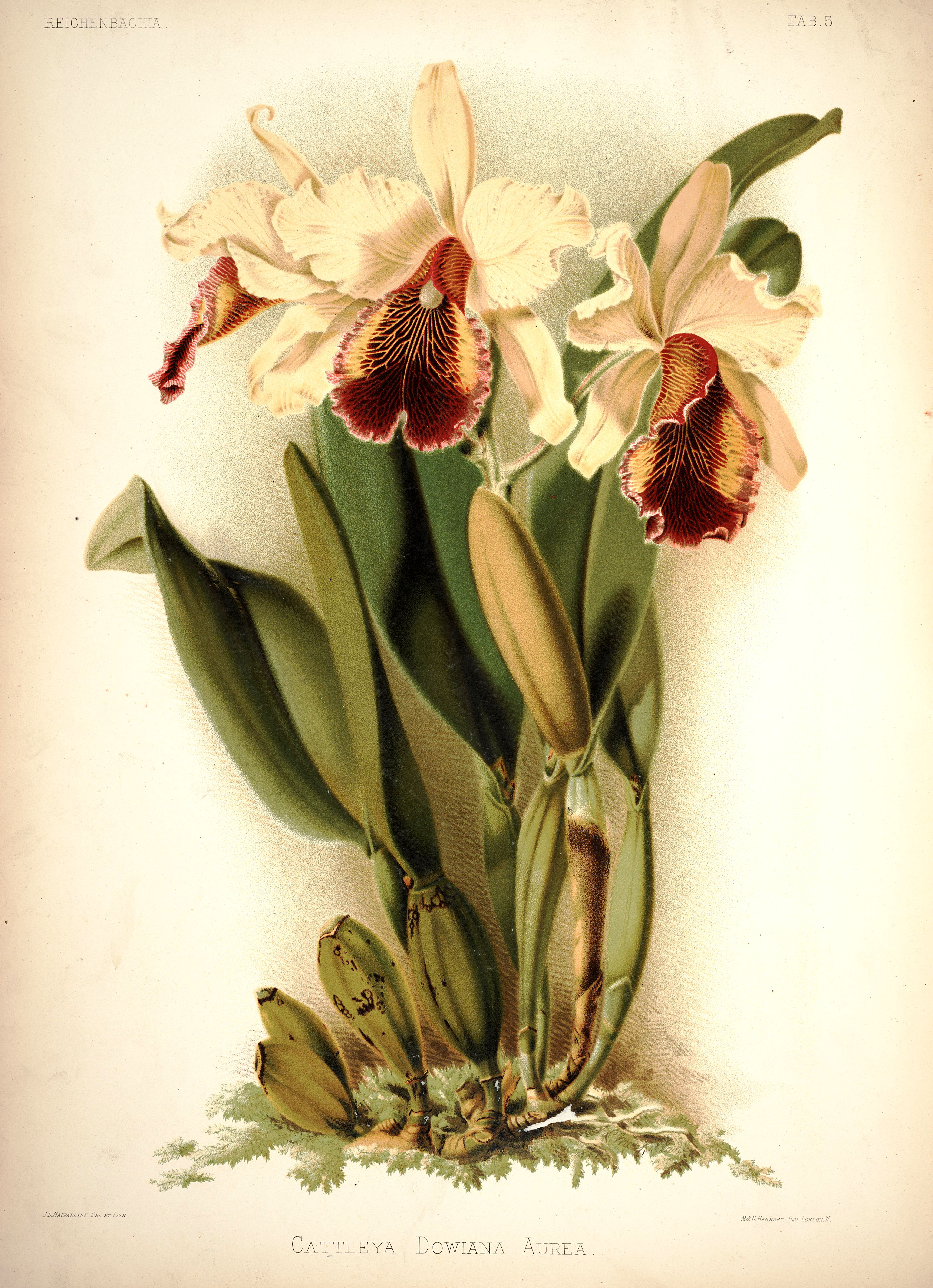
Ilustración

## Descripción
Es una orquídea de tamaño grande de hábitos  epifitas con pseudobulbos de 8 a 20 cm con costillas distintas cuando es demasiado seco, parcialmente ocultos cuando es joven con vainas basales papiráceas que se trituran con la edad y una sola hoja, carnosa, oblongo-elíptica, de color verde claro, conduplicada y apical. Florece a finales del verano y el otoño en una inflorescencia terminal de 12,5 cm de largo, con 5-6 flores que surge en un pseudobulbo maduro con flores cortas,  muy vistosas y fragantes. La variedad aurea se produce en Colombia y tiene las flores más grandes con mayor intensidad de coloración. Es muy similar a Cattleya dowiana de Costa Rica y Panamá excepto por la ubicación geográfica, pétalos de color casi blanco y flores con veteado más intrincado en el labio.

## Distribución
Se encuentra en Colombia en las copas de los árboles en la zona norte desde elevaciones de 250 a 2500 metros. 

## Taxonomía
Cattleya dowiana var. aurea fue descrita por (Linden) B.S.Williams & T.Moore y publicado en Orchid Album 2: t. 84. 1883.
Etimología
Cattleya: nombre genérico otorgado en honor de William Cattley orquideólogo aficionado inglés,
dowiana: epíteto  que significa "de Dow" (un capitán de barco de los años 1800, John
Melmouth Dow).
aurea: epíteto latíno que significa "dorada". 
Sinonimia
- Cattleya aurea Linden
- Cattleya chrysotaxa (Sander) God.-Leb.
- Cattleya dowiana var. aurea-alba Cogn.
- Cattleya dowiana var. aurea-marmorata auct.
- Cattleya dowiana var. chrysotaxa Sander[2][6][7]